# Slag bij Waver
De Slag bij Waver was een veldslag tussen Frankrijk en Pruisen nabij Waver (België) op 18-19 juni 1815. Nabij vond tegelijkertijd de Slag bij Waterloo plaats.
De Fransen onder bevel van maarschalk Grouchy behaalden een tactische overwinning op het Pruisische 3e Korps van Thielmann, maar de overwinning was niet genoeg om de Franse nederlaag bij Waterloo teniet te doen.

## Achtergrond
Na de vlucht van Elba en terugkeer naar Frankrijk van Napoleon Bonaparte brak een nieuwe oorlog uit tegen Frankrijk. Napoleon hoopte zijn vijanden een voor een te verslaan, voordat ze hun troepen tegen hem konden verenigen. Hij besloot daarom eerst de Zuidelijke Nederlanden binnen te vallen en daar de Britten en Pruisen te verslaan, zodat hij zich vervolgens kon richten op de Oostenrijkers en Russen.
Op 14 juni stak Napoleon bij Charleroi de Samber over met 120.000 man. De Pruisen namen verdedigingsposities in bij Sombreffe. Op 16 juni versloeg Napoleon de Pruisen in de Slag bij Ligny en dwong ze tot de terugtocht. De Fransen waren echter niet in staat onmiddellijk de achtervolging in te zetten en de Pruisen een definitieve nederlaag toe te brengen, en toen Grouchy de volgende dag eindelijk de achtervolging inzette met de rechtervleugel van het Armée du Nord, trok hij in oostelijke richting, terwijl de Pruisen in noordelijke richting waren teruggetrokken, naar Waver.
Hierdoor kon de Pruisische bevelhebber Blücher met de Pruisische hoofdmacht richting Brussel marcheren om Wellington bij Waterloo te ontzetten. Het Pruisische 3e Korps van Thielmann, met 17.000 troepen en 48 kanonnen, bleef achter om de Pruisische achterhoede te beschermen.
Thielmann nam een verdedigingspositie in bij de bruggen over de Dijle bij Waver, Bierges en Limal. Grouchy had aanzienlijk meer troepen tot zijn beschikking, waaronder het Franse 3e Korps (Vandamme) met 17.000 man en 38 kanonnen en het 4e Korps (Gérard) met 15.000 man en 38 kanonnen.

## Verloop
In de ochtend van 18 juni konden Grouchy en zijn officieren in de verte de Franse artillerie horen; de Slag bij Waterloo was begonnen. Grouchy's officieren, vooral Gérard, moedigden Grouchy aan om Napoleons bevelen te negeren en zich naar Waterloo te spoeden. Grouchy besloot echter Napoleons bevelen te volgen en de Pruisen bij Waver aan te vallen.
De veldslag begon rond 4 uur 's middags toen de Franse cavalerie probeerde de bruggen over de Dijle bij Waver en Bierges in te nemen. Door planken van de brug bij Bierges weg te halen wisten de Pruisen te voorkomen dat de Fransen de brug in zouden nemen. Bij Waver wisten de Fransen na hevige gevechten de brug in te nemen, maar een Pruisische charge met bajonetten dwong de Fransen weer terug over de brug. Het gevecht over de brug zou de hele nacht doorgaan.
Rond 6 uur 's middags ontving Grouchy een brief van maarschalk Soult met het bevel om zich zo snel mogelijk bij Napoleon te voegen en de Pruisische troepen van Bülow aan te vallen. Grouchy begon hierop zijn troepen richting Limal te bewegen. Hij kwam rond 11 uur 's nachts in Limal aan, waar de Franse cavalerie eindelijk de brug over de Dijle had ingenomen. Grouchy was nu eindelijk over de Dijle, maar het was al te laat: de Slag bij Waterloo was verloren en de verslagen Franse troepen vluchtten zuidwaarts.
De volgende ochtend begonnen de gevechten bij Waver opnieuw. Rond 10 uur 's ochtends bereikte het nieuws van de geallieerde overwinning bij Waterloo de Pruisische bevelhebber Thielmann, die besloot zijn troepen terug te trekken. Grouchy ontving het nieuws van de Franse nederlaag een half uur later. Beseffend dat hij in gevaar was om te worden ingesloten door de geallieerden, gaf hij bevel aan Exelmans om de bruggen over de Dijle te houden en marcheerde met de hoofdmacht van zijn troepen richting Namen.

## Gevolgen
Hoewel Grouchy een tactische overwinning behaalde door de bruggen over de Dijle in te nemen en de Pruisen tot terugtrekking te dwingen, was het een overwinning van weinig belang, omdat Napoleon al lang was verslagen bij Waterloo.
Voor de Pruisen was het een strategische overwinning omdat Thielmann lang genoeg standhield om Blücher de kans te geven Wellington bij Waterloo te ontzetten. De Pruisen hielden een tweemaal zo grote troepenmacht bezig bij Waver die anders Napoleon te hulp had kunnen schieten en de Slag bij Waterloo in het voordeel van de Fransen had kunnen beslissen.